# Ягафаров, Сабит Фатихович
Сабит Фатихович Ягафаров (1 января 1935 года — 16 июня 1981 года) — буровой мастер, Герой Социалистического Труда (1975).

## Биография
Сабит Фатихович Ягафаров родился 1 января 1935 года в селе Байгузино Янаульского района Башкирской АССР. По национальности татарин. Образование среднее специальное, в 1952 г. окончил Красноуфимское железнодорожное училище в Свердловской области.
Трудовую деятельность Сабит Фатихович начал в 1952 году слесарем по ремонту паровозов в Агрызском депо Татарской АССР. В 1954—1957 годах служил в рядах Советской Армии. В 1958—1963 годах помбур (помощник бурильщика), бурильщик, буровой мастер Бирской геолого-поисковой конторы Башкирской АССР. С 1964 г. — бурильщик, начальник прокатно-ремонтного цеха, буровой мастер, мастер по сложным работам Шаимской конторы бурения объединения «ЗапСиббурнефть» Тюменской области. В 1971 году был переведен в Нижневартовское управление буровых работ № 2.
Бригада С. Ф. Ягафарова постоянно добивалась высоких производственных показателей. На освоении Шаимской группы нефтяных месторождений коллектив неоднократно устанавливал всесоюзные рекорды. В начале 1966 г. было пробурено 2 900 метров глубоких скважин вместо 2 500 метров по плану, а к концу года показатели бригады возросли до 42 800 метров.
За первые четыре года девятой пятилетки (1971—1975), осваивая Самотлорское нефтяное месторождение, сверх плана бригада пробурила 67,9 тысячи метров горных пород, сдала 7 скважин, проходку на долото увеличила с 149 до 250 метров, сэкономила 2,6 миллиона рублей. Включившись во Всесоюзное социалистическое соревнование, наращивая темпы буровых работ, коллектив бригады досрочно, 17 ноября 1974 г., выполнил пятилетний план и внес весомый вклад в улучшение технико-экономических показателей управления.
За выдающиеся успехи по досрочному выполнению плановых заданий девятой пятилетки и социалистических обязательств по наращиванию мощностей в добыче нефти, достижение высоких технико-экономических показателей в бурении скважин Указом Президиума Верховного Совета СССР от 21 июля 1975 г. С. Ф. Ягафарову присвоено звание Героя Социалистического Труда.
До конца жизни работал мастером по сложным работам Нижневартовского управления буровых работ № 2.
Умер 16 июня 1981 года, похоронен в деревне Байгузино Янаульского района Башкирской АССР.

## Награды
- Герой Социалистического Труда (1975)

Награждён орденами Ленина (1971, 1975), медалями.
Почетный нефтяник СССР (1971). Отличник нефтедобывающей промышленности (1968). Почетный гражданин города Урай Ханты-Мансийского автономного округа (1967).